# Etäselkä
Etäselkä är en sjö i kommunen Jorois i landskapet Södra Savolax i Finland. Arean är 38 hektar och strandlinjen är 3,31 kilometer lång. Sjön  ingår i Vuoksens huvudavrinningsområde.   Den ligger omkring 65 kilometer nordöst om S:t Michel och omkring 270 kilometer nordöst om Helsingfors. 
Etäselkä ligger öster om Valvatus. 